# Dinocheirus obesus
Dinocheirus obesus es una especie de arácnido  del orden Pseudoscorpionida de la familia Chernetidae.

## Distribución geográfica
Se encuentra en México y Arizona en (Estados Unidos).